# Labubu
Labubu (chiń. 拉布布) – postać stworzona przez hongkońsko-belgijskiego projektanta Kasinga Lunga (chiń. 龍家昇) jako główna bohaterka serii opowieści The Monsters. Kolekcjonerskie pluszaki przedstawiające Labubu są sprzedawane przez chińską sieć detaliczną Pop Mart.

## Historia
Labubu narodziła się jako postać stworzona przez Kasinga Lunga (ur. 1972), artystę urodzonego w Hongkongu, ale wychowanego w Utrechcie, który później osiedlił się w Antwerpii. Labubu była częścią serii opowieści Lunga pt. The Monsters, inspirowanej nordyckim folklorem i mitologią, które fascynowały go w dzieciństwie.
Labubu została po raz pierwszy zaprezentowana w 2015 jako figurka z serii Monsters wyprodukowana przez firmę How2Work. Zyskała szersze uznanie w 2019 dzięki współpracy z firmą Pop Mart. Partnerstwo to znacznie zwiększyło popularność Labubu wśród kolekcjonerów.
Do 2025 ukazało się ponad 300 różnych figurek Labubu, zróżnicowanych pod względem rozmiaru i ceny – od 15 dolarów amerykańskich za trzycalową (7,62 cm) figurkę winylową po 960 dolarów amerykańskich za 79-centymetrową edycję „mega”. W czerwcu 2025 podczas pierwszej oficjalnej aukcji Labubu w Pekinie sprzedano miętowozieloną figurkę o wysokości 1,2 m za 170 tys. dolarów amerykańskich.

## Projekt
Labubu opisywane są jako mające figlarny, a zarazem nieco zadziorny wygląd. Charakteryzują się okrągłymi, futrzastymi ciałkami, szeroko otwartymi oczami, spiczastymi uszami oraz dziewięcioma ostrymi zębami, które tworzą szelmowski uśmiech. Oprócz samej Labubu, do „plemienia” zwanego The Monsters (Potwory) należą również inne postacie, w tym Mokoko, Pato, Spooky, Tycoco (określany jako „szkieletopodobny” chłopak Labubu) oraz Zimomo (przywódca Potworów, z kolczastym ogonem). Lalki te produkowane są w różnorodnych wersjach wyglądu.
Pierwsza seria breloków Labubu, zatytułowana „Exciting Macaron” (chiń. 心動馬卡龍), została wydana w październiku 2023. Inne kolekcje to między innymi „Fall in Wild”, siedmiofigurowa seria „Have a Seat” (chiń. 坐坐派對) oraz „Big into Energy” (chiń. 大動力系列).
Pop Mart współpracował również z różnymi markami, tworząc pod koniec 2024 zimową serię jedenastu figurek Labubu typu pudełko-niespodzianka (pudełko z losową zawartością, blind box) w tematyce Coca-Coli, a na początku 2025 – 13-figurową linię The Monsters przedstawioną jako postacie z mangi i anime One Piece. Inne figurki były wydawane wyłącznie w różnych muzeach, jak np. seria „Labubu’s Artistic Quest” sprzedawana w sklepie Pop Mart w paryskim Luwrze.

## Pudełka-niespodzianki
Figurki Labubu są często sprzedawane w pudełkach-niespodziankach (tzw. blind boksach), które tworzą tematyczne serie kolekcjonerskie. Każde pudełko zawiera jedną, losowo wybraną zabawkę z danej serii. Poza wzorami przedstawionymi w reklamach, w seriach często można znaleźć dodatkową, rzadką i „tajemniczą” figurkę.

## Odbiór
Zabawka zyskała szeroki rozgłos w kwietniu 2024, gdy członkini grupy K-popowej Blackpink Lisa została zauważona z breloczkiem Labubu na swojej torbie. Zapoczątkowało to trend, który szybko przyczynił się do rosnącej rozpoznawalności marki w Tajlandii oraz innych częściach Azji Południowo-Wschodniej i Wschodniej. Popularność w Ameryce Północnej, a następnie również w Europie, zabawka zyskała po tym, jak z breloczkami zostały sfotografowane piosenkarki Rihanna i Dua Lipa.
Liza Corsillo z „New York Magazine” napisała, że „urok zabawki jest napędzany przez trudną do wyjaśnienia słodkość – są one trochę brzydkie, ale przytulaśne, z diabolicznym uśmieszkiem – a także przez element zaskoczenia i ograniczoną dostępność”. Stwierdziła również, że Labubu, podobnie jak Jellycat i inne pożądane zawieszki do torebek, „zaciera granicę między zabawkami a modą”. Zauważyła, że fani cenią je za praktyczność, ponieważ można je przypiąć do torebki lub plecaka.
Popyt na Labubu był na tyle wysoki, że co najmniej raz doprowadził do awarii strony internetowej. Ze względu na popularność marki, na rynku pojawiły się podrobione wersje, potocznie nazywane „Lafufu”. W sprzedaży internetowej dostępne są również podrobione akcesoria. Niektórzy kolekcjonerzy rzekomo zainteresowali się także podróbkami ze względu na ich niekonwencjonalne wzory.
W raporcie okresowym firmy Pop Mart za pierwszą połowę 2024, opublikowanym 20 sierpnia, stwierdzono, że linia ta wygenerowała sprzedaż na poziomie 6,3 miliarda juanów chińskich (około 870 milionów dolarów amerykańskich).
W Rosji użytkownicy sieci społecznościowych zauważyli podobieństwo Labubu do bohatera filmów lalkowych – Kiwaczka.
Rada Federacji Rosji zaproponowała wprowadzenie zakazu sprzedaży Labubu. Jako powód podano ich „przerażający wygląd” oraz potencjalną szkodliwość dla zdrowia psychicznego dzieci. W Rosji Jekatierina Ałtabajewa, wiceprzewodnicząca Komisji Nauki, Edukacji i Kultury, stwierdziła, że figurki te wywołują u dzieci strach. Wezwała Rospotriebnadzor i Rosobrnadzor do rozważenia wprowadzenia zakazu. Tatiana Bucka, pierwsza wiceprzewodnicząca Komisji Dumy Państwowej ds. Ochrony Rodziny, poinformowała, że Labubu są sprzedawane w Rosji z naruszeniem przepisów. Według niej na zabawkach nie ma ani jednego słowa w języku rosyjskim, a oznakowanie nie wskazuje, że zostały wyprodukowane w Rosji.